# Claude Desgranges
Claude Desgranges est un homme politique français né le 7 septembre 1857 à Romenay (Saône-et-Loire) et décédé le 12 mars 1921 à Dijon (Cote-d'Or).

## Biographie
Négociant, il est maire de Romenay de 1888 à 1921, et conseiller général du canton de Tournus de 1904 à sa mort. Il est élu sénateur de Saône-et-Loire en 1920, mais meurt en 1921, des suites d'une opération chirurgicale.